# Біологічний життєвий цикл
Життє́вий ци́кл — у біології послідовність стадій розвитку, через які проходить більшість видів у процесі онтогенезу. Більшість хребетних мають простий життєвий цикл, що складається із запліднення статевими клітинами (гаметами) під час статевого процесу, періоду розвитку ембріона, періоду юнацького росту після народження, зрілості, у тому числі статевого розмноження, і завершується смертю. Життєвий цикл безхребетних, у цілому, складніший і може включати реконструкцію зовнішнього вигляду (метаморфоз) і цілковиту зміну способу життя. Рослини характеризуються власним життєвим циклом із двох різних фаз, відомих під назвою зміни поколінь (статевого — гаметофіта та нестатевого — спорофіта). Багато комах типу цикад, бабок і хрущів мають тривалу фазу личинок або лялечок і коротку фазу життя в дорослому стані. Бабки у фазі личинок мешкають у воді, а в дорослому стані — у повітрі.
Життєвий цикл — це період між однаковими фазами розвитку двох або більшої кількості послідовних поколінь, що характерні для певного виду. Безперервність життєвого циклу організмів забезпечують статеві клітини, які передають спадкову інформацію організмам дочірнього покоління. За простого життєвого циклу всі покоління не відрізняються одне від одного (гідра, дощовий черв'як, плазуни, птахи). Складні життєві цикли супроводжуються закономірним чергуванням різних поколінь або складними перетвореннями організму під час розвитку. Так, у деяких водоростей чергується статеве покоління (переважно гаплоїдне (гаплофаза)), з нестатевим (переважно диплоїдним (диплофаза)). Чергування поколінь, які розмножуються статевим способом і партеногенетично, має важливе біологічне значення для тих організмів, які мешкають у мінливих умовах довкілля і не можуть переживати несприятливі періоди в активному стані. Статеве розмноження забезпечує безперервність існування виду, а партеногенез дає змогу повною мірою використати сприятливі періоди для швидкого зростання чисельності виду. Чергування поколінь, які розмножуються різними способами, підсилює мінливість, яка забезпечує здатність виду мешкати в різних умовах довкілля і швидко реагувати на їхні зміни.

## Цикл життя рослин
На дозрілій рослині (дорослому спорофіті) на спорангіях з'являються спори.
З часом із спор проростає дозріла рослина (дорослий гаметофіт).
У гаметофіту на статевих органах (чоловічі — антеридії, а жіночі — архегонії) утворюються статеві клітини — гамети (жіночі — яйцеклітина, а чоловічі — сперматозоїди).
Сперматозоїд потрапляє (у деяких рослин — тільки у воді) до яйцеклітини, і у процесі запліднення утворюється зигота.
Поступово із зиготи розвивається зародок, потім проросток, і у результаті знову утворюється дозріла рослина (дорослий спорофіт).

## Життєві цикли водоростей
Умовно їх поділяють на два типи: життєві цикли водоростей, що мають статевий процес, та життєві цикли водоростей, що його не мають. Водорості, що мають статевий процес, називають еугамними, а ті, що не мають — агамними. В еугамних водоростей зазвичай є три основні типи життєвого циклу: гаплофазний, диплофазний, гаплодиплофазний.